# Atlanta Open 2024
Atlanta Open 2024 — тенісний турнір, що проходив на кортах з твердим покриттям у місті Атланта, США з 22до 28 липня. Належав до категорії ATP 250.

## Фінальна частина

### Одиночний розряд
Йосіхіто Нісіока —  Джордан Томпсон 4–6, 7–6(7–2), 6–2

### Парний розряд
Натаніел Ламмонс /  Джексон Вітроу —  Андре Ґоранссон /  Сем Вербек 4–6, 6–4, [12–10]